# قیفک ویژه
قیفک ویژه (نام علمی: Conus caracteristicus) نام یک گونه از سرده قیفک‌ها است.